# Шарлотта-Амалия
Шарло́тта-Ама́лия (англ. Charlotte Amalie /ˈʃɑrlət ˈæməliː/) — столица и крупнейший город Американских Виргинских островов, зависимой территории США. Расположен на острове Сент-Томас.

## История
Первые поселения людей на острове Сент-Томас были отмечены еще во время второго плавания Христофора Колумба. В основном, это были представители индейских племен Таино, Араваков и Карибов. Однако основание и дальнейшее развитие города связано с Датской Вест-Индской компанией, которая занималась торговлей в датских колониях Вест-Индии. Город был основан в 1671 году по указу датского короля Кристиана V. Изначально, город назывался Тапхус (дат. Taphus), что переводилось как «пивные холмы» или «пивные дома», но уже в 1691 году получил свое современное название в честь Шарлотты Амалии Гессен-Кассельской, супруги Кристиана V. В 1672 году началось сооружение Форта Кристиан, который защищал город со стороны гавани. К началу XVIII века, в городе проживало уже около 3000 белых поселенцев. Производство сахара и работорговля составляли основу экономики. В 1764 году город получает статус порто-франко, что в значительной степени усиливает его экономический потенциал. В 1778 году военная мощь города была усилена постройкой двух фортификационных сооружений — Bluebeard’s Castle и Blackbeard’s Castle, с башен которых хорошо простреливался вход в порт и гавань. В течение XIX века происходит развитие города как транзитной точки на морских путях между Северной и Южной Америкой. В начале 20-го века США, обеспокоенные немецкой экспансией в карибском бассейне, выразили интерес в приобретение Датских Вест-Индских территорий. Виргинские острова были приобретены в 1917 году за 25 миллионов долларов. С того момента и до 1931 года, Шарлотта-Амалия находился в управлении администрации флота США. Позже, Шарлотта-Амалия становится столицей Американских Виргинских островов. Во время второй мировой войны город был военно-морской базой, прикрывающей гражданское судоходство в Карибском море. Революция 1959 года на Кубе способствовала значительному перераспределению потока американских туристов и формированию Шарлотта-Амалии как туристического центра.

## Население
Согласно переписи населения США за 2010 год, в Шарлотта-Амалии проживало 18481 человек. Большинство (76,2 %) составляют Вест-индские негры, тогда как белое население находится в меньшинстве (13,1 %). Около 1 % представляют выходцы из Азии. Христианами являются 95 % населения. Официальный язык — английский, однако местное население предпочитает общаться на креольском. Грамотность превышает 95 %.

## Климат
Климат тропический, средняя температура июля составляет 28,9 °С со средним максимумом 32,2 °С, средняя температура января — 25,9 °С со средним минимумом 22,4 °С.

## Транспорт
В городе имеется развитая сеть дорог. Публичный транспорт представлен автобусами и такси. Шарлотта-Амалия — единственный столичный город в США с левосторонним движением. В трёх километрах от города расположен международный аэропорт. В гавани города имеется порт, в который заходят большинство круизных лайнеров из США.

## Достопримечательности
- Обзорная площадка Paradise Point. Skyride to Paradise Point.
- Форт Кристиан. Сайт национальных достопримечательностей США.
- Исторический парк Skytsborg (известный также как замок Черной Бороды). Blackbeard's Castle.
- Замок Синей Бороды. Bluebeard's Castle.

## Галерея

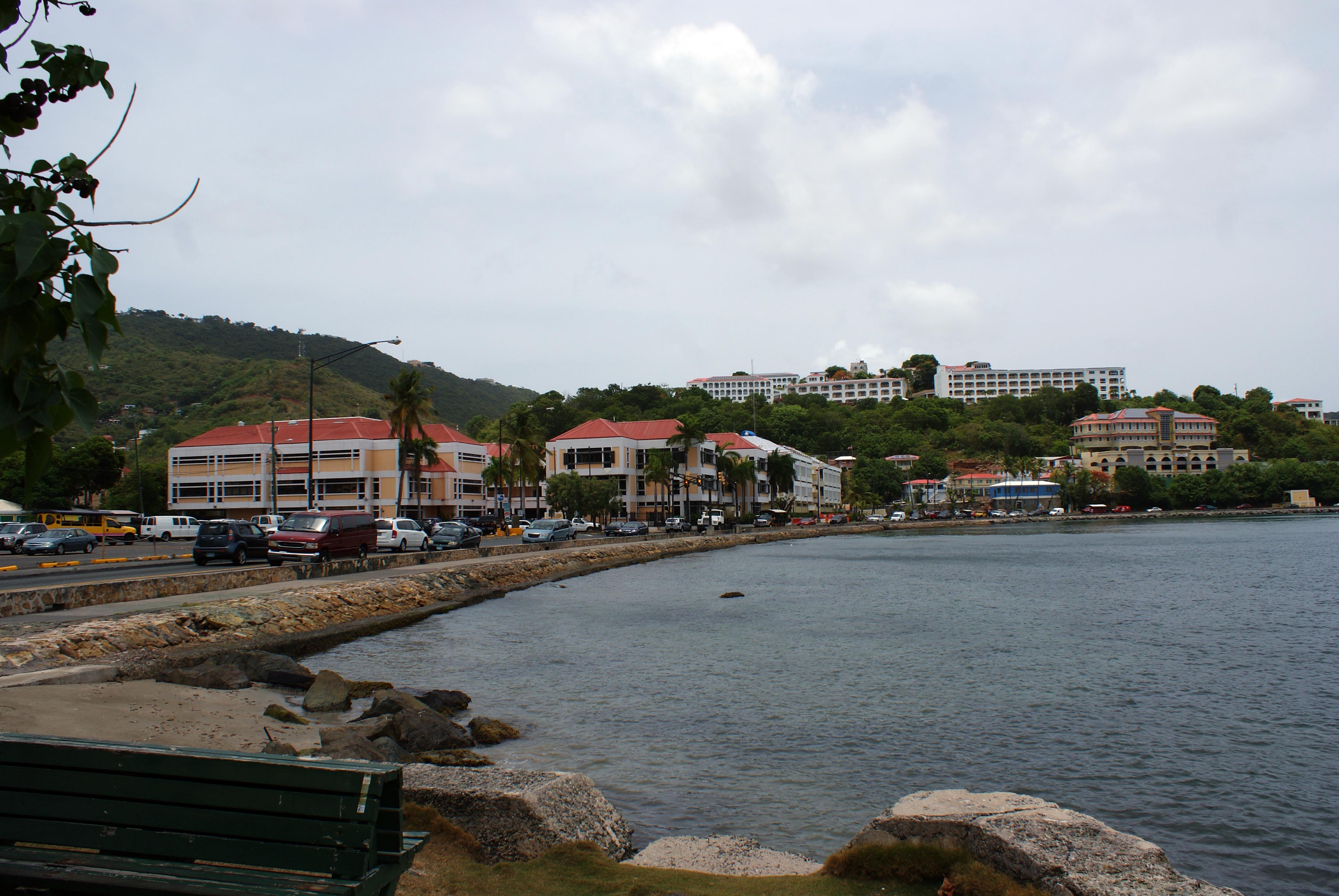
Набережная Veterans Dr
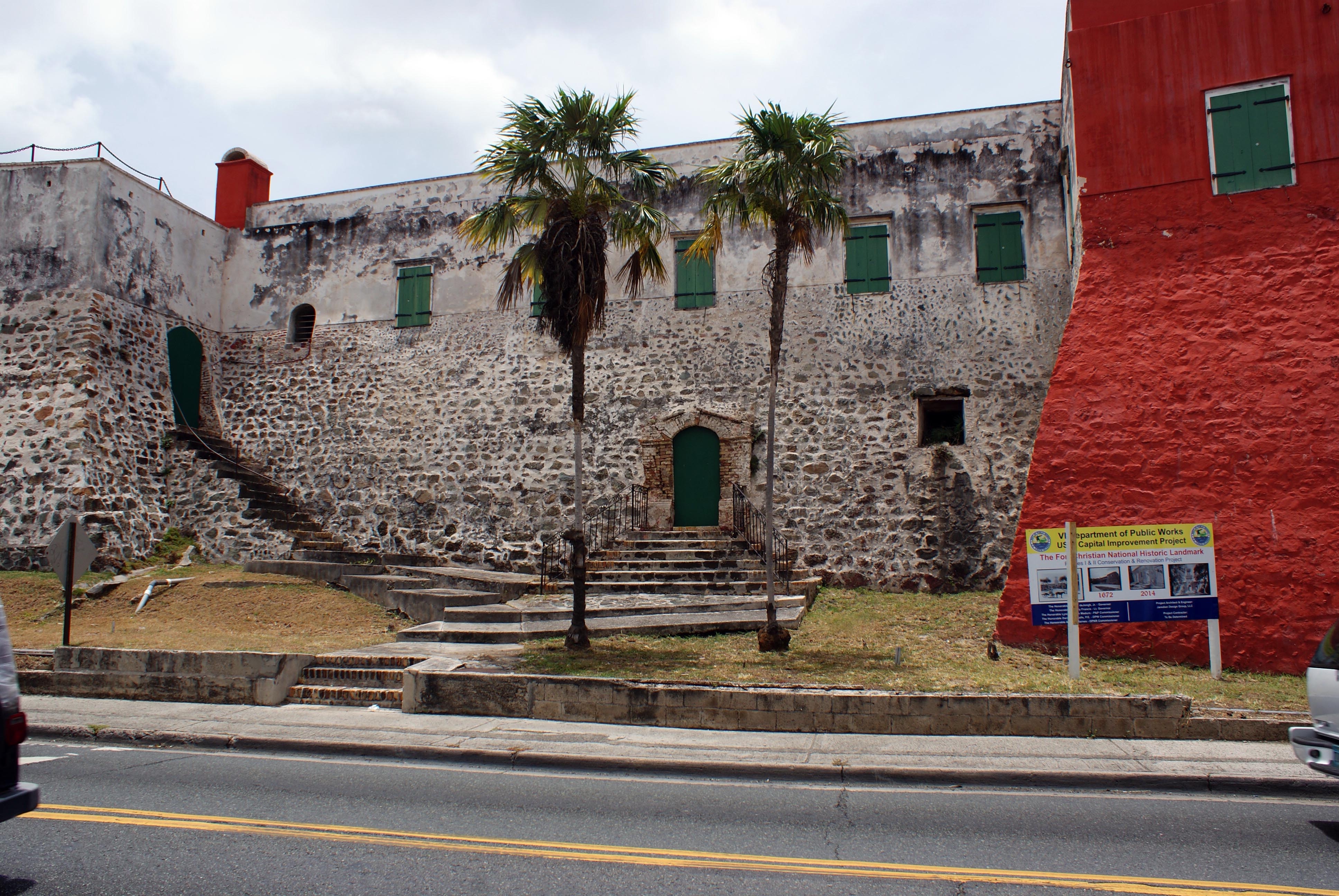
Форт Кристиан
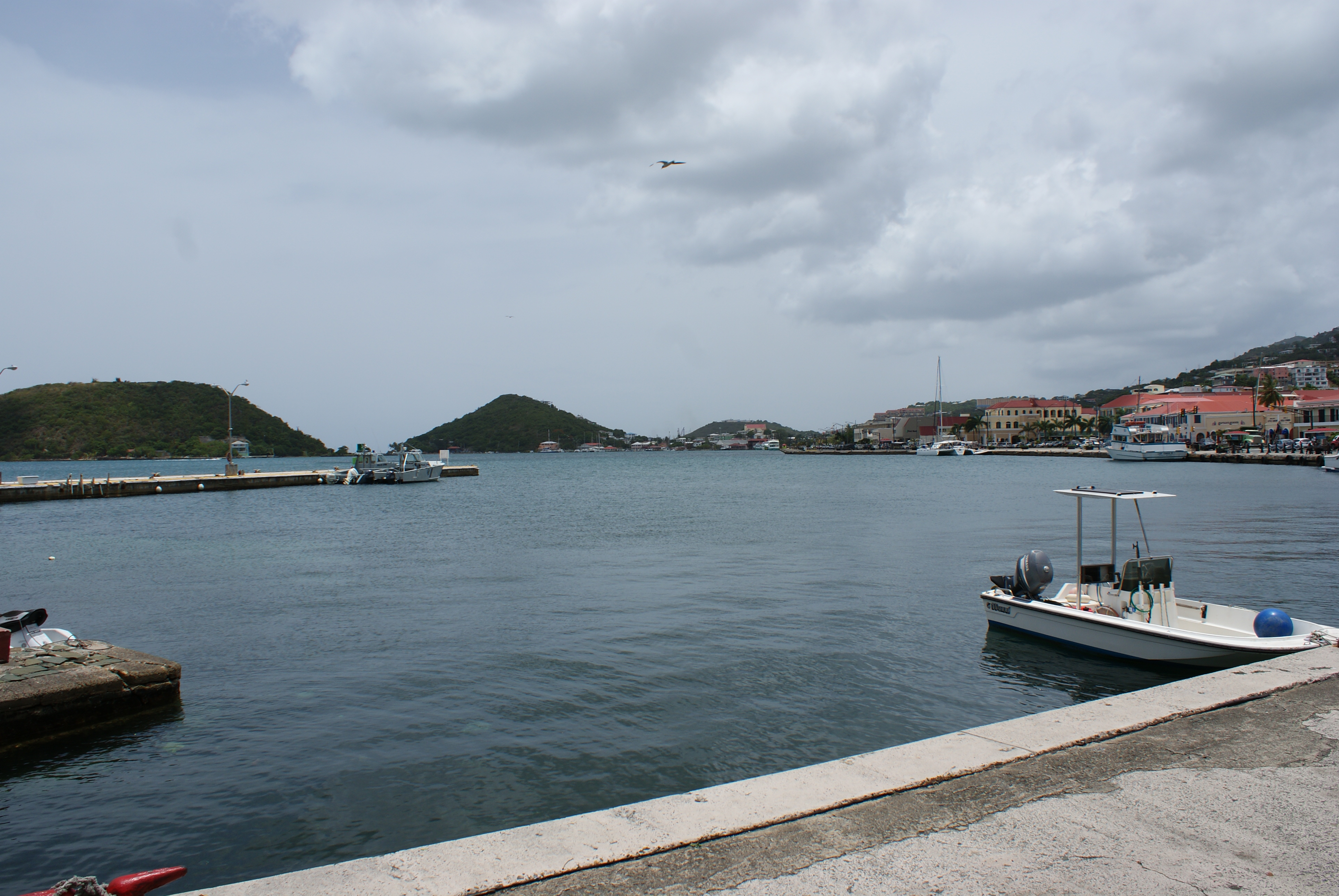
Вид на гавань
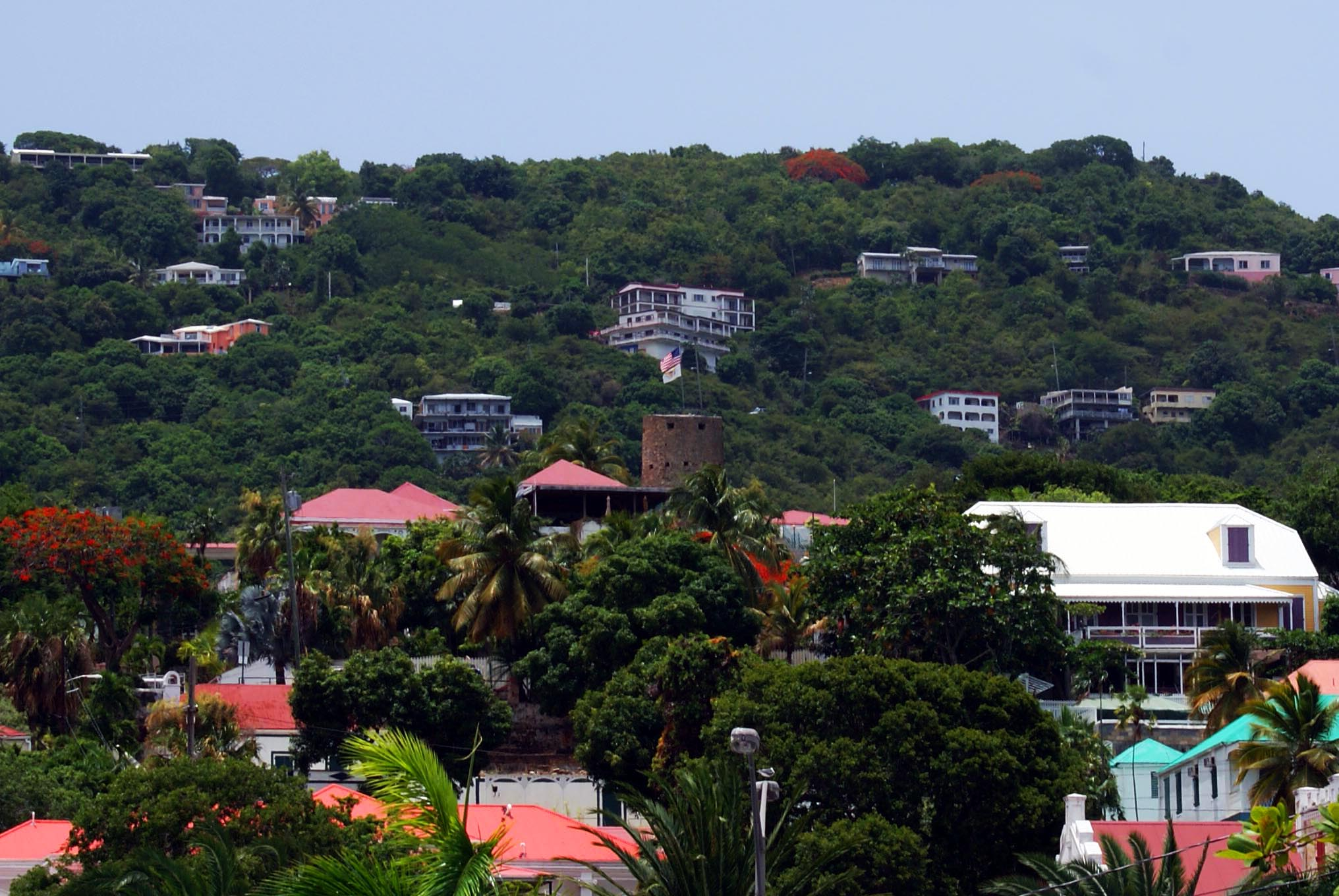
Вид на Blackbeard's Castle
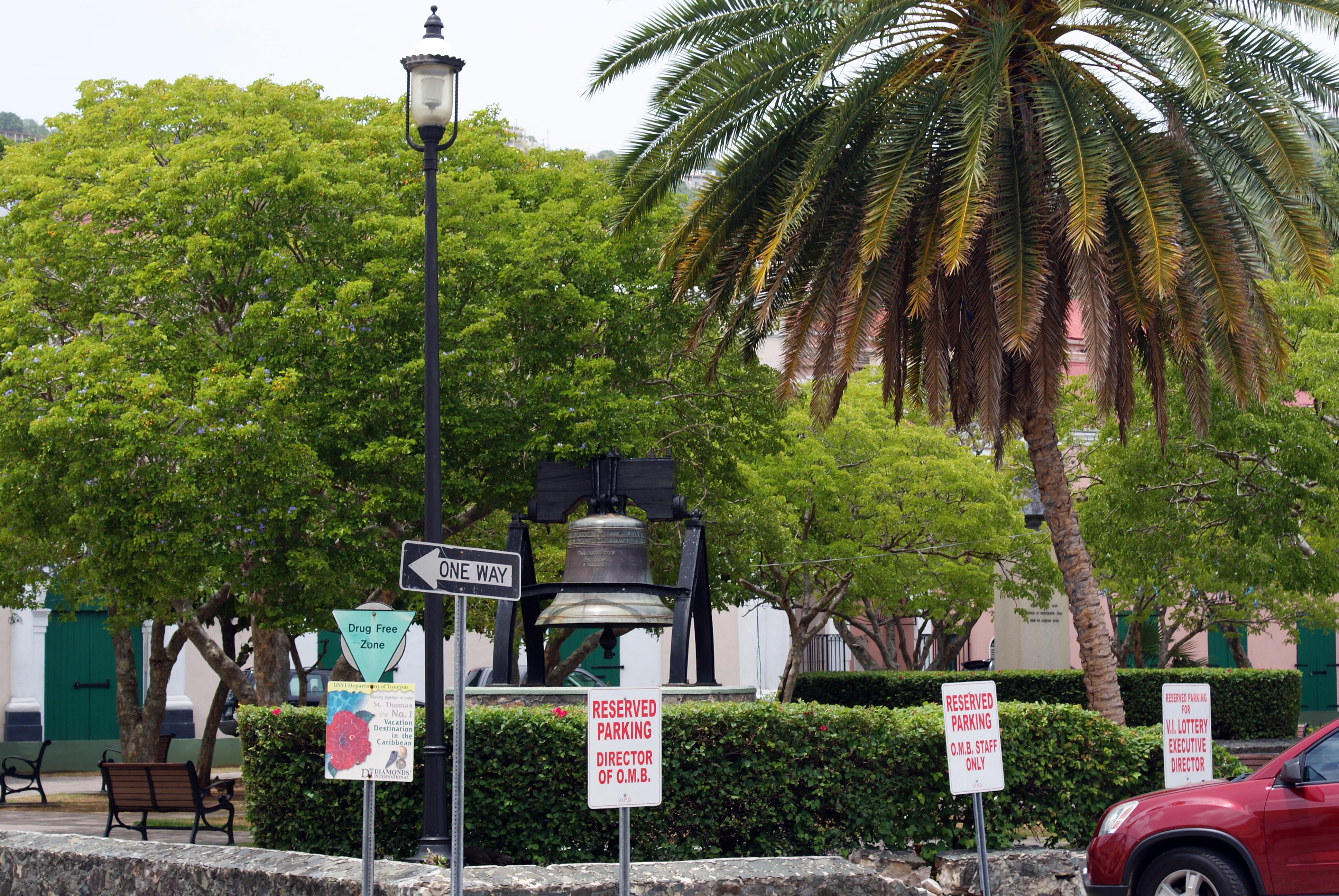
Копия Колокола Свободы
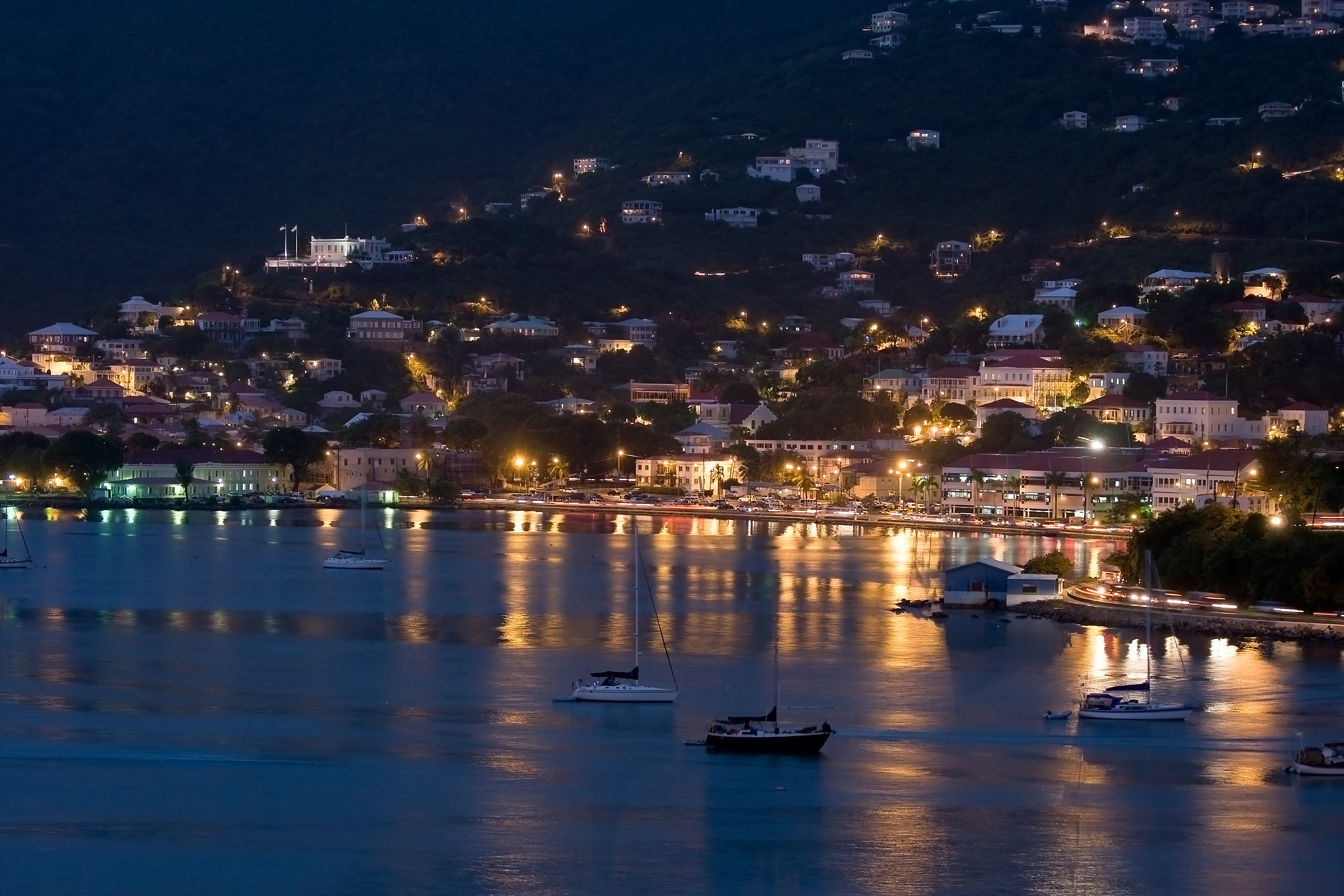
Вид на ночной город
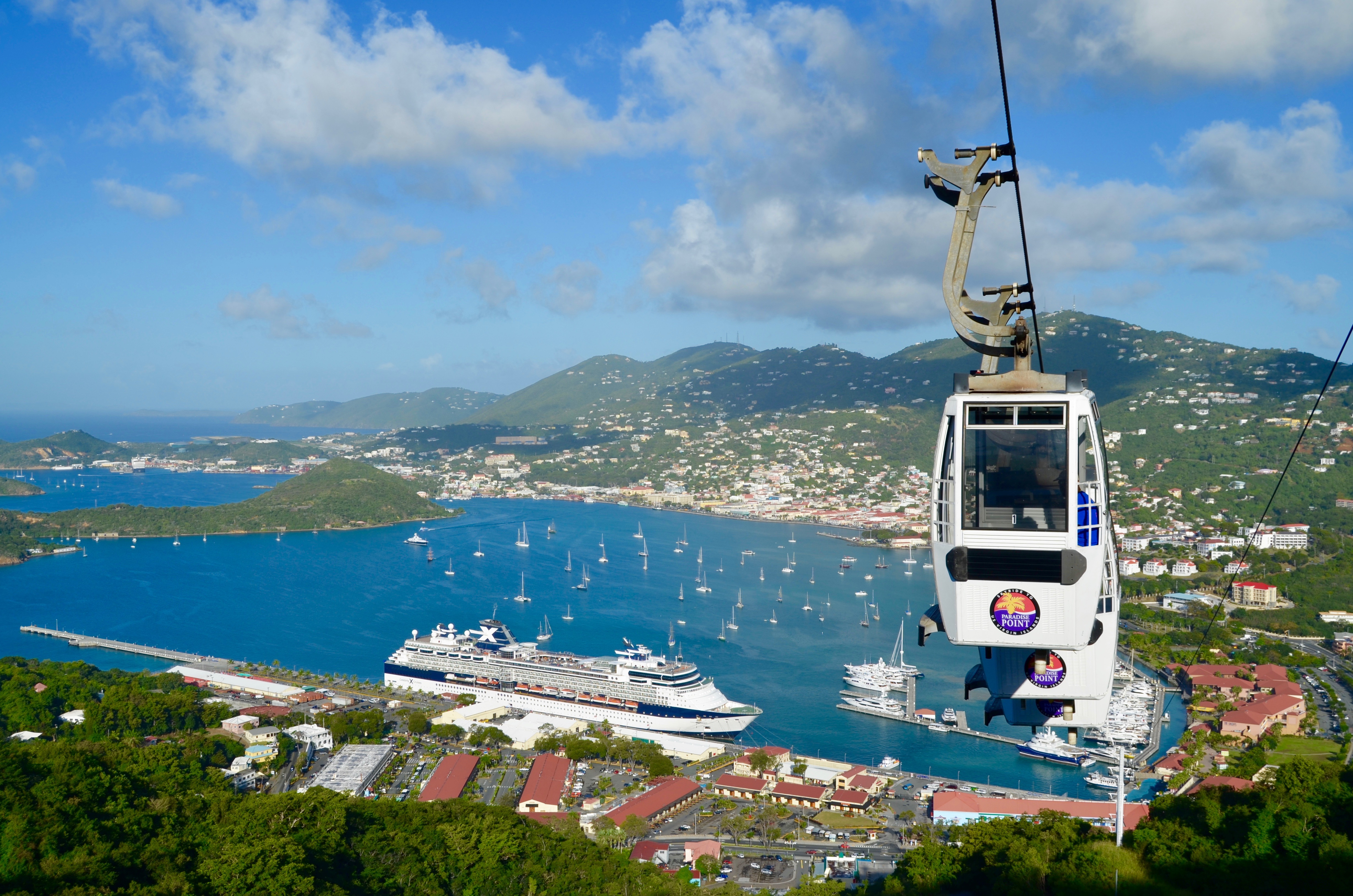
Подъёмник к обзорной площадке Paradise Point
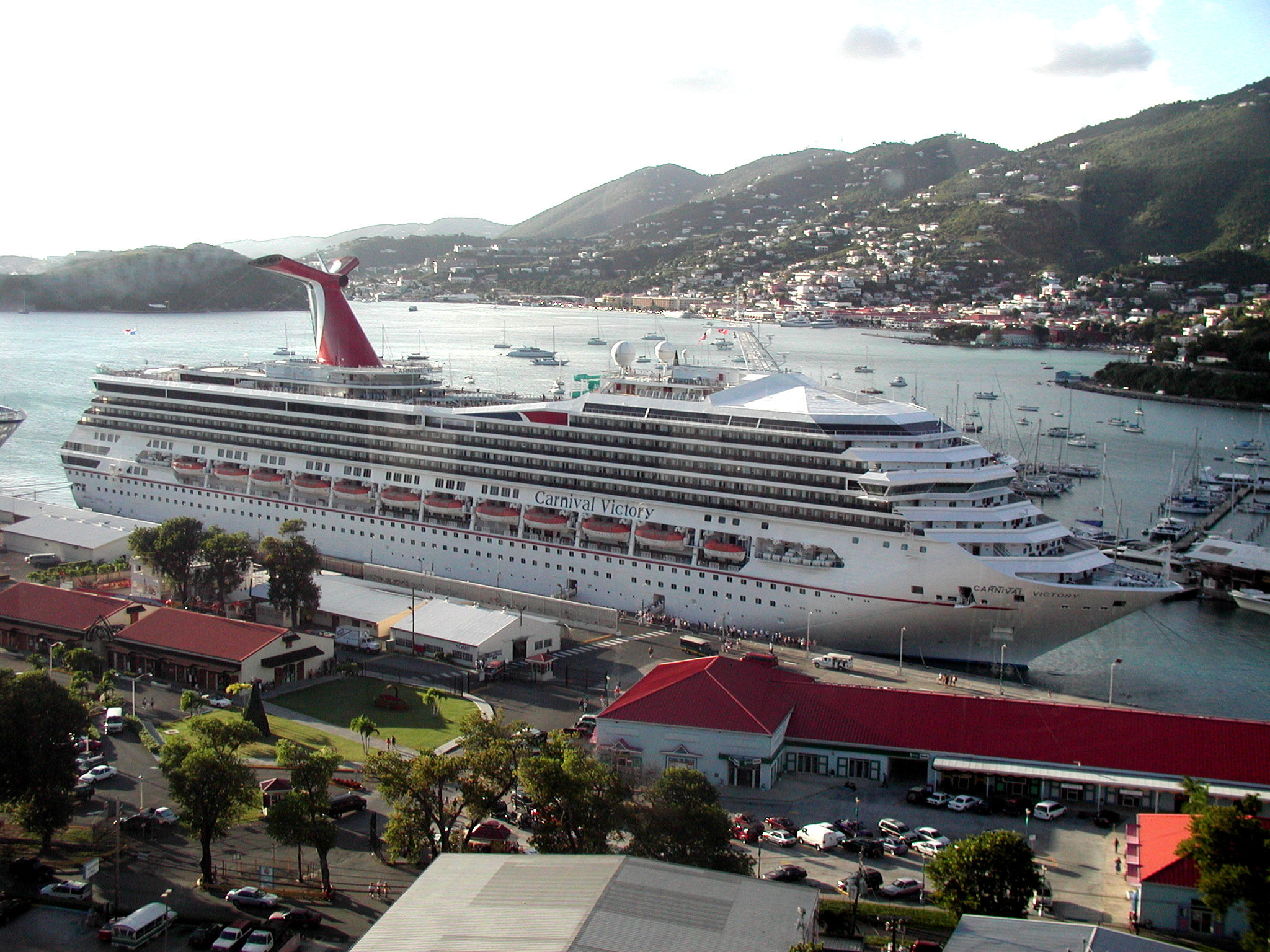
Круизный лайнер у причала Вест-Индской компании